# Aeropuerto Internacional de Loreto
El Aeropuerto Internacional de Loreto (Código IATA: LTO - Código OACI: MMLT - Código DGAC: LTO), es un aeropuerto internacional localizado a 5 kilómetros al sur de la ciudad de Loreto, Baja California Sur, México. Es operado por Grupo Aeroportuario de la Ciudad de México, una corporación del gobierno federal.

## Información
El Aeropuerto fue incorporado a la red ASA en 1974, tiene un pequeño edificio terminal, construido a base de piedra y con techo de palma, para darle un aspecto de edificio típico de la región, cuenta con una superficie de 198 hectáreas aproximadamente y su plataforma para la aviación comercial es de 16,200 metros cuadrados; además tiene tres posiciones y una pista de 2.2 kilómetros de longitud, apta para recibir aviones tipo Boeing 737 y Airbus A320.
Posee estacionamiento propio, con capacidad de 23 lugares y ofrece los servicios de renta de autos y transporte terrestre.
Para el 2021, Loreto recibió a 101,692 pasajeros, mientras que en 2022 recibió a 131,933 pasajeros según datos publicados por Aeropuertos y Servicios Auxiliares.
Su horario oficial de operación es de las 7:00 a las 19:00.

## Aerolíneas y destinos

### Pasajeros
| Destinos por aerolínea                                                                              | Destinos por aerolínea                            | Destinos por aerolínea | Destinos por aerolínea |
| Aerolínea                                                                                           | Destinos                                          |                        |                        |
| --------------------------------------------------------------------------------------------------- | ------------------------------------------------- | ---------------------- | ---------------------- |
| Aéreo Servicio Guerrero                                                                             | Guaymas, Los Mochis                               |                        |                        |
| Alaska Airlines                                                                                     | Los Ángeles Estacional: San Francisco             |                        |                        |
| American Eagle                                                                                      | Estacional: Dallas/Fort Worth, Phoenix–Sky Harbor |                        |                        |
| Volaris                                                                                             | Tijuana                                           |                        |                        |
| WestJet                                                                                             | Estacional: Calgary                               |                        |                        |
| Total: 8 destinos (3 nacionales, 5 internacionales), 5 aerolíneas (2 nacionales, 3 internacionales) |                                                   |                        |                        |

### Destinos nacionales
Se brinda servicio a 3 ciudades dentro del país a cargo de 2 aerolíneas.
| Guaymas (GYM)    | • |   |   | 1 |
| Los Mochis (LMM) | • |   |   | 1 |
| Tijuana (TIJ)    |   | • |   | 1 |
| Total            | 2 | 1 | 0 | 3 |

### Destinos internacionales
Se brinda servicio a 5 ciudades extranjeras, 1 en Canadá (estacional) y 4 en Estados Unidos (3 estacionales), a cargo de 3 aerolíneas.
| Ciudades                                                   | Nombre del aeropuerto                          | Aerolíneas                   |              |
| Norteamérica                                               | Norteamérica                                   | Norteamérica                 | Norteamérica |
| ---------------------------------------------------------- | ---------------------------------------------- | ---------------------------- | ------------ |
| Canadá (1 destino [estacional], 1 aerolínea)               |                                                |                              |              |
| Calgary                                                    | Aeropuerto Internacional de Calgary            | WestJet (Estacional)         |              |
| Estados Unidos (4 destinos [3 estacionales], 2 aerolíneas) |                                                |                              |              |
| Dallas                                                     | Aeropuerto Internacional de Dallas-Fort Worth  | American Eagle (Estacional)  |              |
| Los Ángeles                                                | Aeropuerto Internacional de Los Ángeles        | Alaska Airlines              |              |
| Phoenix                                                    | Aeropuerto Internacional de Phoenix-Sky Harbor | American Eagle (Estacional)  |              |
| San Francisco                                              | Aeropuerto Internacional de San Francisco      | Alaska Airlines (Estacional) |              |
| Total: 5 destinos (4 estacionales), 2 países, 3 aerolíneas |                                                |                              |              |

## Estadísticas

### Tráfico anual
Según datos publicados por la Agencia Federal de Aviación Civil, en 2024 el aeropuerto recibió 173,927 pasajeros, un incremento del 2.78% con el año anterior. 
| Año  | Pasajeros Totales | cambio en % | Operaciones aéreas |
| 2006 | 70,853            | Sin cambios | 7,629              |
| 2007 | 77,898            | 9.94%       | 8,175              |
| 2008 | 66,179            | 15.04%      | 7,301              |
| 2009 | 41,062            | 37.95%      | 4,566              |
| 2010 | 37,330            | 9.09%       | 4,786              |
| 2011 | 43,756            | 17.21%      | 4,323              |
| 2012 | 40,125            | 8.30%       | 4,335              |
| 2013 | 53,474            | 33.27%      | 4,542              |
| 2014 | 55,576            | 3.93%       | 4,403              |
| 2015 | 57,907            | 4.19%       | 3,784              |
| 2016 | 72,412            | 25.05%      | 3,913              |
| 2017 | 85,063            | 17.47%      | 4,394              |
| 2018 | 89,079            | 6.70%       | 4,341              |
| 2019 | 116,827           | 31.15%      | 4,447              |
| 2020 | 66,105            | 43.42%      | 3,769              |
| 2021 | 101,692           | 53.83%      | 4,706              |
| 2022 | 131,933           | 29.74%      | 5,060              |
| 2023 | 169,228           | 28.27%      | 4,912              |
| 2024 | 173,927           | 2.78%       | 4,824              |
| ---- | ----------------- | ----------- | ------------------ |

### Rutas más transitadas
| Número | Ciudad                    | Pasajeros | Ranking | Aerolínea       |
| ------ | ------------------------- | --------- | ------- | --------------- |
| 1      | Tijuana, Baja California  | 31,495    |         | Volaris         |
| 2      | Los Ángeles, California   | 26,604    |         | Alaska Airlines |
| 3      | Phoenix, Arizona          | 12,913    |         | American Eagle  |
| 4      | Guadalajara, Jalisco      | 8,044     |         | Volaris         |
| 5      | Calgary, Canadá           | 3,081     |         | WestJet         |
| 6      | Dallas, Texas             | 2,318     |         | American Eagle  |
| 6      | San Francisco, California | 2,035     |         | Alaska Airlines |

## Accidentes e incidentes
- El 31 de agosto de 1986 una aeronave McDonnell Douglas DC-9-32 con matrícula XA-JED que operaba el Vuelo 498 de Aeroméxico procedente del Aeropuerto Internacional de la Ciudad de México con destino al Aeropuerto Internacional de Los Ángeles con escalas en los aeropuertos de Guadalajara, Loreto y Tijuana, tuvo una colisión en el aire contra una aeronave Piper PA-28-181 Cherokee de matrícula N4891F cuando el jet comercial se encontraba en fase de aproximación hacia el Aeropuerto de Los Ángeles. En el accidente murieron los 58 pasajeros y 6 tripulantes del DC-9 así como los 3 ocupantes de Cherokee además de 15 personas en tierra.[5]

- El 31 de octubre de 2011 una aeronave Ted Smith Aerostar 601P con matrícula N76VK que operaba un vuelo privado entre el Aeropuerto de Tijuana y el Aeropuerto de Loreto se precipitó a tierra durante su ascenso inicial, estrellándose en un garaje cerca del Aeropuerto de Tijuana y matando a sus dos ocupantes y a otra persona en tierra.[6][7]

- El 14 de octubre de 2013 una aeronave Cessna 208-B Grand Caravan con matrícula XA-TXM de Aéreo Servicio Guerrero con 14 personas a bordo que cubría un vuelo entre el Aeropuerto de los Mochis y el Aeropuerto de Ciudad Constitución con escala en el Aeropuerto de Loreto, se estrelló en la Sierra de la Giganta cuando cubría el último tramo de su ruta. Se presume que volaba a baja altitud debido al mal clima derivado de la Tormenta tropical Octave. Ninguno de los 13 pasajeros ni el piloto sobrevivieron.[8][9]

- El 12 de agosto de 2018 una aeronave Embraer ERJ-145-EP con matrícula XA-UVX que se disponía a operar el vuelo 711 de Calafia Airlines entre el Aeropuerto Internacional de Loreto y el Aeropuerto Internacional de La Paz sufrió un sobrecalentamiento de motor durante la fase de encendido, generando humo en los motores por lo que se tuvo que evacuar a todos los ocupantes. El cuerpo de bomberos del aeropuerto controló la situación. no hubo lesionados.[10]

- El 18 de junio de 2024, una aeronave Cessna T210L Turbo Centurion con matrícula XC-LAP operada por el Gobierno de Baja California Sur que realizaba un vuelo entre el Aeropuerto de Loreto y el Aeropuerto de La Paz, tuvo que aterrizar en su aeropuerto de destino con el tren de aterrizaje retraido debido a una malfunción del mismo, causando daños menores en la aeronave. Los 3 ocupantes resultaron ilesos.[11][12]

## Aeropuertos cercanos
Los aeropuertos más cercanos son:
- Aeropuerto Nacional de Ciudad Constitución (107 km).
- Aeropuerto Internacional de Ciudad Obregón (217 km).
- Aeropuerto Internacional General José María Yáñez (225 km).
- Aeropuerto Internacional Federal del Valle del Fuerte (229 km).
- Aeropuerto Internacional de La Paz (232 km).